# نورمان كلايد
نورمان كلايد (بالإنجليزية: Norman Clyde)‏ هو متسلق الجبال أمريكي، ولد في 8 أبريل 1885 في فيلادلفيا في الولايات المتحدة، وتوفي في 23 ديسمبر 1972 في بيشوب في الولايات المتحدة.